# 福永一臣

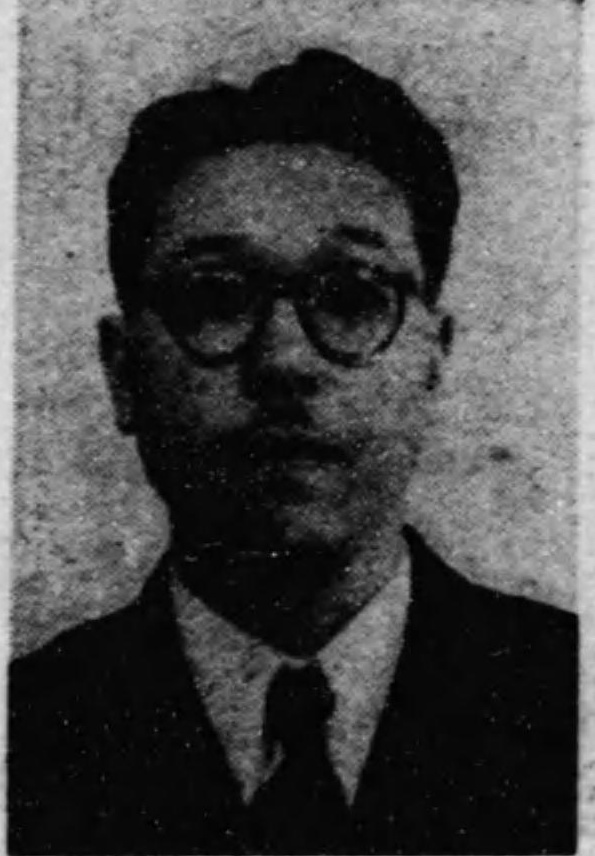
福永一臣

福永 一臣（ふくなが かずおみ、1907年（明治40年）5月11日 - 1982年（昭和57年）8月30日 ）は、日本の政治家、実業家。衆議院議員（自由民主党所属、熊本県第2区、当選11回）。旭商事社長。

## 人物
熊本県球磨郡木上村（現錦町）・伝作の長男。1933年、東京外国語学校西語部貿易科を卒業した。1947年、衆議院議員に当選した。1979年、政界から引退した。宗教は仏教。趣味は旅行。

## 略歴
- 1933年（昭和8年）東京外国語学校西語部卒業[3]。
- 1947年（昭和22年）第23回衆議院議員総選挙初当選。衆議院商業委員会理事。
- 1953年（昭和28年）第26回衆議院議員総選挙落選。
- 1955年（昭和30年）第27回衆議院議員総選挙で返り咲き。保守合同（自由民主党結党）に参加。
- 1957年（昭和32年）第1次岸内閣にて運輸政務次官。
- 1962年（昭和37年）衆議院建設委員会委員長。
- 1970年（昭和45年）赤城宗徳辞任で、衆議院予算委員会委員補欠選任。
- 1976年（昭和51年）衆議院航空対策特別委員長。ロッキード事件で灰色高官の一人とされ、唯一金銭の授受を認めていた。そのため、野党側から証人喚問の要求に対しては、本人は応じる気満々であったものの、自民党内から反対の声が相次ぎ、実現することは無かった。
- 1979年（昭和54年）政界から引退[1]。
- 1980年（昭和55年）勲一等瑞宝章受章[1]。

## 家族・親族
福永家
- 父・伝作[2]
- 妻・美津子（1925年 - 2004年、元国際基督教大学名誉教授） - 美津子によれば、福永との結婚は福田赳夫との出会いがきっかけとなったという。毎日新聞社に勤務していた美津子の弟が政治部の記者として福田についていた[5]。福田が通訳をさがしていて弟を通じて美津子に頼んだ[5]。それで福田を知った[5]。福田が「福永さんが奥さんを亡くして英語の出来るような人を捜してるからどうか」と述べたという[5]。
- 長男・浩介[4]（政治家・元熊本県人吉市市長、1939年 - 2020年）
- 二男[4]
- 長女[4]

親戚
- 義父（妻の父）・斎藤保義（銀行家・元東京銀行監査役）
- 義弟（妻の弟）・斎藤明（元毎日新聞社社長・会長）